# بیوتی پوینت، تاسمانی
بیوتی پوینت (به انگلیسی: Beauty Point) یک شهرک در استرالیا است که در تاسمانی واقع شده‌است.